# Cardonal (kommun)
Cardonal är en kommun i Mexiko.   Den ligger i delstaten Hidalgo, i den sydöstra delen av landet, 130 km norr om huvudstaden Mexico City. Antalet invånare är 15 876. Arean är 463 kvadratkilometer.
Terrängen i Cardonal är bergig norrut, men söderut är den kuperad.